# 酌中志
《酌中志》是明朝宦官刘若愚在狱中写的一部笔记体史书，主要记述天启年间魏忠贤與魏党历史，以及明朝皇宫的制度、习惯。因此书记载了很多当时的生活细节，对后来的历史文学作者也很有价值。

## 內容結構
全书除了一篇自序外，包括相对独立的24卷短篇：
- 《忧危竑议前纪》、《续忧危竑议后纪》记载妖書案事件。
- 《恭纪先帝诞生》、《恭纪今上瑞征》记载明熹宗、崇祯帝幼年和即位之初的逸事。
- 《三朝典礼之臣纪略》、《大审平反纪略》、《先监遗事纪略》、《正监蒙难纪略》记载万历、泰昌、天启朝的主要掌权太监。
- 《两朝椒难纪略》、《逆贤擅政纪略》、《外来线索纪略》、《合家经营纪略》、《本章经手次第纪略》、《客魏始末纪略》、《逆贤忌翼纪略》、《黑头爰立纪略》记载魏党的历史。
- 《内臣职掌纪略》、《大内规制纪略》、《内板经书纪略》、《内臣佩服纪略》、《饮食好尚纪略》记载宫中的制度和生活习惯。
- 《见闻琐事杂记》记载宫中见闻琐事。
- 《辽左弃地》、《累臣自叙略节》记载作者自己的身世。

## 抄本補遺
刘若愚本人似未刊行此书，但有多个不同的明、清抄本。秦兰徵撰写《天启宫词》一百首，是根据该书与《玉镜新谭》写成的。明末吕毖选录了卷十六至卷二十，改定为王集，将书名改为《明宫史》，后被收入《四库全书》，“特命缮录斯编，登诸册府，著有前代乱亡之所自，以昭示七穷。”。高士奇撰写的《金鳌退食笔记》，不少地方是根据该書加以补充的。《酌中志》在清代乾隆年间曾被禁过，因在《辽左弃地》中称女真为「虏」，称努尔哈赤为「奴酋」，触犯了清朝的忌讳。